# Division II i ishockey 1965/1966
Division II i ishockey 1965/1966 var andradivisionen i svensk ishockey under säsongen 1965/1966. Divisionen var indelad i fyra regioner (norra, östra, västra och södra) med två grupper i varje (A och B). Varje grupp hade 10 eller 12 lag och spelade 18 respektive 22 omgångar. Vinnaren i varje grupp gick vidare till kval till högsta serien, Division I eller Allsvenskan som den också kallades. Bottenlagen i varje serie flyttades ner till Division III nästa säsong. Deras platser togs istället av de som vunnit Division III-serierna. Något kval nedåt förekom alltså inte, men det hände att lag avstod från uppflyttning av olika skäl. Nedflyttningsplatserna är markerade med röd brakgrund i tabellerna, men bara lag som flyttades ner har fått en röd pil. Säsongen präglades av rekordkyla och då många lag fortfarande spelade på utomhusrinkar påverkade det både matcher och träning. Många matcher flyttades både i tid och till orter med ishall. Kylan gick också ut över publiksiffrorna.

## Lagen
Sedan förra säsongen hade Grums, Mora, Strömsbro (Gävle) och Viking (Hagfors) flyttats ner från Allsvenskan. IF Uve hade bytt namn till Uddeholms IF och Nyköpings AIK hade gått samman med Nyköpings SK till Nyköpings BIS.

## Division II Norra
Grupp A
Division II Norra A sågs av många som den tuffaste serien i divisionen. Storfavoriter till seriesegern var skelleftelaget Clemensnäs som tidigare spelat i Allsvenskan och som nu satsade på att komma tillbaka. Säsongen började dock tuft för Clemensnäs som i premiären sensationellt förlorade mot nykomlingen Bjurfors med 4–2, medan Kiruna-lagen vann sina matcher. Serien blev en kamp mellan Clemensnäs, IFK Kiruna och Kiruna AIF där Clemensnäs trots allt vann till slut och fick platsen till kvalserien. I botten hamnade Piteå, Bjurfors, Gällivare och Malå på nedflyttningsplats. Nya lag från Division III till nästa säsong blev Haparanda SK och Kågedalens IF (Skellefteå). Norsjö IF och Luleå SK var också kvalificerade, men avstod sina platser. Luleå t.o.m. lade ner ishockeyverksamheten. Avhoppen räddade Piteå och Bjurfors kvar i serien till nästa säsong.
| Nr | Lag                        | S  | V  | O | F  | GM  | IM  | MS  | P  |
| -- | -------------------------- | -- | -- | - | -- | --- | --- | --- | -- |
| 1  | Clemensnäs IF              | 22 | 18 | 1 | 3  | 125 | 50  | +75 | 37 |
| 2  | IFK Kiruna                 | 22 | 17 | 2 | 3  | 121 | 50  | +71 | 36 |
| 3  | Kiruna AIF                 | 22 | 15 | 2 | 5  | 108 | 72  | +36 | 32 |
| 4  | Medle SK                   | 22 | 13 | 4 | 5  | 99  | 72  | +27 | 30 |
| 5  | Bodens BK                  | 22 | 13 | 1 | 8  | 103 | 106 | −3  | 27 |
| 6  | Glommersträsk/Lappträsk IF | 22 | 11 | 3 | 8  | 80  | 78  | +2  | 25 |
| 7  | Malmbergets AIF            | 22 | 9  | 2 | 11 | 85  | 80  | +5  | 20 |
| 8  | IFK Luleå                  | 22 | 8  | 1 | 13 | 79  | 97  | −18 | 17 |
| 9  | Piteå IF                   | 22 | 6  | 5 | 11 | 63  | 87  | −24 | 17 |
| 10 | IFK Bjurfors               | 22 | 6  | 3 | 13 | 62  | 94  | −32 | 15 |
| 11 | Gällivare SK               | 22 | 3  | 0 | 19 | 56  | 112 | −56 | 6  |
| 12 | Malå IF                    | 22 | 0  | 2 | 20 | 49  | 132 | −83 | 2  |

Grupp B
I B-gruppen var Umeålaget Teg favoriter, men de fick en besvärligare väg till serieseger än förutspått. Förluster mot Nyland i andra omgången och Bjästa i fjärde omgången gjorde att man bara låg på femte plats inför omgång fem. Först i sjunde omgången gick Teg upp i ledning, men väl där så höll man den. Efter att ha vunnit mot Bjästa och Heffners i 15:e respektive 16:e omgången var seriesegern i praktiken klar. I botten placerade sig Kramfors, Strömsund och Vännäs på nedflyttningsplats. Hörnefors IF (Umeå), Sollefteå IK och Östersunds IK (segrare i Division III) tog deras platser till nästa säsong.
| Nr | Lag                   | S  | V  | O | F  | GM | IM  | MS  | P  |
| -- | --------------------- | -- | -- | - | -- | -- | --- | --- | -- |
| 1  | Tegs SK               | 18 | 14 | 0 | 4  | 92 | 38  | +54 | 28 |
| 2  | IFK Nyland            | 18 | 11 | 4 | 3  | 78 | 55  | +23 | 26 |
| 3  | Heffners/Ortvikens IF | 18 | 12 | 1 | 5  | 82 | 54  | +28 | 25 |
| 4  | Järveds IF            | 18 | 11 | 2 | 5  | 81 | 57  | +24 | 24 |
| 5  | Sandåkerns SK         | 18 | 11 | 1 | 6  | 89 | 66  | +23 | 23 |
| 6  | Bjästa IF             | 18 | 11 | 0 | 7  | 60 | 49  | +11 | 22 |
| 7  | GIF Sundsvall         | 18 | 7  | 1 | 10 | 66 | 79  | −13 | 15 |
| 8  | Kramfors IF           | 18 | 3  | 1 | 14 | 39 | 106 | −67 | 7  |
| 9  | IFK Strömsund         | 18 | 2  | 2 | 14 | 60 | 104 | −44 | 6  |
| 10 | Vännäs AIK            | 18 | 1  | 2 | 15 | 46 | 85  | −39 | 4  |

## Division II Östra
Grupp A
Favoriter var Mora och Strömsbro som båda fått lämna Allsvenskan sedan förra säsongen. Mora vann den kampen enkelt, så enkelt att det ifrågasattes om serien höll samma standard som de andra serierna i divisionen. Tre nykomlingar, Hofors, Alfta och Vansbro alla klarade sig kvar i serien. Istället var det Warpen (Boliden), Falun och Hemsta (Gävle) som placerade sig på nedflyttningsplats. I deras ställe kvalificerade sig Division III-lagen Ockelbo IF, Hedemora SK och Häradsbygdens SS. Warpen fick dock behålla sin plats när Mora åter avancerade till Allsvenskan.
| Nr | Lag                   | S  | V  | O | F  | GM  | IM  | MS   | P  |
| -- | --------------------- | -- | -- | - | -- | --- | --- | ---- | -- |
| 1  | Mora IK               | 18 | 18 | 0 | 0  | 133 | 31  | +102 | 36 |
| 2  | Strömsbro IF          | 18 | 14 | 0 | 4  | 81  | 49  | +32  | 28 |
| 3  | Ljusne AIK            | 18 | 13 | 1 | 4  | 85  | 43  | +42  | 27 |
| 4  | Gävle Godtemplares IK | 18 | 12 | 1 | 5  | 66  | 39  | +27  | 25 |
| 5  | Alfta GIF             | 18 | 9  | 0 | 9  | 59  | 60  | −1   | 18 |
| 6  | Hofors IK             | 18 | 7  | 2 | 9  | 58  | 66  | −8   | 16 |
| 7  | Vansbro AIK           | 18 | 6  | 1 | 11 | 54  | 85  | −31  | 13 |
| 8  | IK Warpen             | 18 | 3  | 2 | 13 | 41  | 86  | −45  | 8  |
| 9  | Falu BS               | 18 | 3  | 1 | 14 | 55  | 100 | −45  | 7  |
| 10 | Hemsta IF             | 18 | 1  | 0 | 17 | 31  | 104 | −73  | 2  |

Grupp B
Seriesegern gick till favoriterna Traneberg som fick platsen till kvalserien till Allsvenskan. I serien utmanades de bara av Almtuna och Sundbyberg. I botten placerade sig Enköping, Österåker och Nynäshamn på nedflyttningsplats. Enköping klarade sig dock undan nedflyttning. De ersattes av Huddinge IK och IK Göta från Division III.
| Nr | Lag             | S  | V  | O | F  | GM  | IM  | MS  | P  |
| -- | --------------- | -- | -- | - | -- | --- | --- | --- | -- |
| 1  | Tranebergs IF   | 22 | 18 | 1 | 3  | 118 | 50  | +68 | 37 |
| 2  | Sundbybergs IK  | 22 | 15 | 2 | 5  | 93  | 52  | +41 | 32 |
| 3  | Almtuna IS      | 22 | 14 | 2 | 6  | 107 | 65  | +42 | 30 |
| 4  | IFK Stockholm   | 22 | 12 | 3 | 7  | 108 | 73  | +35 | 27 |
| 5  | Nacka SK        | 22 | 12 | 2 | 8  | 99  | 74  | +25 | 26 |
| 6  | Väsby IK        | 22 | 9  | 3 | 10 | 66  | 82  | −16 | 21 |
| 7  | Mälarhöjdens IK | 22 | 7  | 4 | 11 | 68  | 89  | −21 | 18 |
| 8  | IFK Lidingö     | 22 | 8  | 1 | 13 | 78  | 91  | −13 | 17 |
| 9  | Skuru IK        | 22 | 6  | 5 | 11 | 60  | 87  | −27 | 17 |
| 10 | Enköpings SK    | 22 | 7  | 2 | 13 | 61  | 102 | −41 | 16 |
| 11 | IFK Österåker   | 22 | 5  | 2 | 15 | 52  | 103 | −51 | 12 |
| 12 | Nynäshamns IF   | 22 | 4  | 3 | 15 | 80  | 122 | −42 | 11 |

## Division II Västra
Grupp A
Säsongen dominerades av Avesta och Fagersta som toppade serien genom hela säsongen. I näst sista omgången skulle det avgöras när Fagersta tog emot Avesta på Fagerliden. Matchen slutade 3–2 och Fagersta stod som segrare, trodde man. Det var dock en omgång kvar och där Morgårdshammar besegrade Fagersta i Leksand samtidigt som Avesta vann sin match och gick om. Avesta fick alltså kvalplatsen till sist. I tabellbotten placerade sig Westmannia (Köping), Bångbro (Kopparberg) och Striberg (Nora). Westmannia klarade sig dock undan nedflyttning.  De ersattes av Norrtälje, Per Ols BK (Fagersta) och Fellingsbro IK som vunnit sina Division II-serier.
| Nr | Lag                | S  | V  | O | F  | GM  | IM  | MS   | P  |
| -- | ------------------ | -- | -- | - | -- | --- | --- | ---- | -- |
| 1  | Avesta BK          | 18 | 16 | 1 | 1  | 148 | 36  | +112 | 33 |
| 2  | Fagersta AIK       | 18 | 15 | 2 | 1  | 114 | 36  | +78  | 32 |
| 3  | Morgårdshammars IF | 18 | 11 | 2 | 5  | 118 | 56  | +62  | 24 |
| 4  | IFK Arboga         | 18 | 9  | 1 | 8  | 76  | 71  | +5   | 19 |
| 5  | Skultuna IS        | 18 | 7  | 5 | 6  | 74  | 85  | −11  | 19 |
| 6  | Surahammars IF     | 18 | 7  | 3 | 8  | 70  | 87  | −17  | 17 |
| 7  | Ludvika FfI        | 18 | 6  | 3 | 9  | 54  | 85  | −31  | 15 |
| 8  | IK Westmannia      | 18 | 3  | 5 | 10 | 60  | 92  | −32  | 11 |
| 9  | Bångbro IK         | 18 | 3  | 1 | 14 | 37  | 111 | −74  | 7  |
| 10 | Stribergs SK       | 18 | 0  | 3 | 15 | 41  | 133 | −92  | 3  |

Grupp B
Värmlandslagen dominerade serien och KB 63 (Karlskoga) vann till slut serien före Viking (Hagfors), Grums och Forshaga. Viking ledde länge, men vid den andra seriefinalen borta mot KB 63 förlorade man med 9–2. Försprånget KB skaffat sig släppte man sedan inte. På nedflyttningsplats placerade sig Mariestad, Nor och Tibro. Lagen ersattes av IFK Trollhättan, Kils AIK och Sågdalens SK (Mölndal) som alla vunnit sina serier i Division III.
| Nr | Lag           | S  | V  | O | F  | GM  | IM  | MS   | P  |
| -- | ------------- | -- | -- | - | -- | --- | --- | ---- | -- |
| 1  | KB 63         | 18 | 17 | 0 | 1  | 139 | 35  | +104 | 34 |
| 2  | IK Viking     | 18 | 16 | 1 | 1  | 121 | 50  | +71  | 33 |
| 3  | Grums IK      | 18 | 10 | 1 | 7  | 81  | 74  | +7   | 21 |
| 4  | Forshaga IF   | 18 | 10 | 1 | 7  | 79  | 74  | +5   | 21 |
| 5  | Uddeholms IF  | 18 | 9  | 2 | 7  | 80  | 75  | +5   | 20 |
| 6  | Deje IK       | 18 | 6  | 2 | 10 | 65  | 61  | +4   | 14 |
| 7  | IFK Munkfors  | 18 | 6  | 0 | 12 | 65  | 95  | −30  | 12 |
| 8  | Mariestads CK | 18 | 5  | 1 | 12 | 63  | 94  | −31  | 11 |
| 9  | Nors IK       | 18 | 5  | 0 | 13 | 56  | 102 | −46  | 10 |
| 10 | Tibro IK      | 18 | 1  | 2 | 15 | 44  | 117 | −73  | 4  |

## Division II Södra
Grupp A
Husqvarna hade flyttats över från grupp B och vann direkt serien före BK Kenty från Linköping. På nedflyttningsplats placerade sig Flen och Terra (Linköping). Flen räddades kvar när Trosa IF avstod sin plats. Division III-vinnarna Finspångs AIK ersätter Terra.
| Nr | Lag            | S  | V  | O | F  | GM  | IM  | MS   | P  |
| -- | -------------- | -- | -- | - | -- | --- | --- | ---- | -- |
| 1  | Husqvarna IF   | 18 | 14 | 0 | 4  | 98  | 56  | +42  | 28 |
| 2  | BK Kenty       | 18 | 11 | 4 | 3  | 88  | 54  | +34  | 26 |
| 3  | Tranås AIF     | 18 | 10 | 4 | 4  | 103 | 68  | +35  | 24 |
| 4  | IFK Norrköping | 18 | 10 | 3 | 5  | 76  | 64  | +12  | 23 |
| 5  | Vättersnäs IF  | 18 | 9  | 3 | 6  | 85  | 80  | +5   | 21 |
| 6  | BK Remo        | 18 | 8  | 2 | 8  | 86  | 78  | +8   | 18 |
| 7  | IK Sleipner    | 18 | 6  | 2 | 10 | 75  | 71  | +4   | 14 |
| 8  | Nyköpings BIS  | 18 | 5  | 3 | 10 | 77  | 85  | −8   | 13 |
| 9  | Flens IF       | 18 | 6  | 1 | 11 | 46  | 72  | −26  | 13 |
| 10 | IK Terra       | 18 | 0  | 0 | 18 | 33  | 139 | −106 | 0  |

Grupp B
Serien spelades med tolv lag vilket var nytt för säsongen. Resultatet ansågs dock inte som helt lyckat bl.a. därför att för få lag drog publik. Rögle, med Ulf Sterner på isen och Des Moroney i båset storsatsade på att gå rakt genom serien upp till Allsvenskan. Bakom satsningen stod "pollenkungen" Gösta Carlsson. Satsningen bidrog dock till att minska spänningen i serien eftersom Rögle var överlägset de flesta lagen. Bara Tingsryd, som själva värvat friskt, lyckades ställa till det för favoriterna genom att strax före jul sensationellt vinna i Vegeholmshallen i Ängelholm med 4–1 och gå upp i serieledning. Vid returmötet hade Rögle samlat sig och tog revansch med 8–2 och sedan var spänningen i serien över. Mötena mellan Rögle och Tingsryd hade dock blivit en publiksuccé med sammanlagt 12 000 åskådare. På nedflyttningsplats placerade sig Gais (Göteborg), Taberg (Jönköping) och Bäcken (Göteborg). Deras platser togs av Nybro IF (med en 18-årig Finn Lundström i laget), IF Saab (Jönköping) och Tyringe SS.
| Nr | Lag               | S  | V  | O | F  | GM  | IM  | MS   | P  |
| -- | ----------------- | -- | -- | - | -- | --- | --- | ---- | -- |
| 1  | Rögle BK          | 22 | 20 | 0 | 2  | 190 | 39  | +151 | 40 |
| 2  | Tingsryds AIF     | 22 | 17 | 0 | 5  | 137 | 50  | +87  | 34 |
| 3  | Norrahammars GoIS | 22 | 14 | 2 | 6  | 95  | 79  | +16  | 30 |
| 4  | Skillingaryds IS  | 22 | 13 | 3 | 6  | 99  | 102 | −3   | 29 |
| 5  | Östers IF         | 22 | 11 | 2 | 9  | 79  | 90  | −11  | 24 |
| 6  | Norrby IF         | 22 | 11 | 1 | 10 | 93  | 68  | +25  | 23 |
| 7  | IF Troja          | 22 | 11 | 1 | 10 | 93  | 93  | 0    | 23 |
| 8  | Oskarshamns AIK   | 22 | 8  | 1 | 13 | 69  | 118 | −49  | 17 |
| 9  | Växjö IK          | 22 | 7  | 2 | 13 | 79  | 96  | −17  | 16 |
| 10 | Gais              | 22 | 7  | 1 | 14 | 59  | 101 | −42  | 15 |
| 11 | Tabergs SK        | 22 | 3  | 1 | 18 | 74  | 167 | −93  | 7  |
| 12 | BK Bäcken         | 22 | 3  | 0 | 19 | 42  | 108 | −66  | 6  |

## Kvalspel till Division I
Norra kvalserien till Division I
I norra kvalserien var Clemensnäs klara favoriter och favoritskapet höll. Inför sista omgången var deras allsvenska plats redan klar. Då möttes Mora–Clemensnäs och Teg–Traneberg. Mora vann sin match med 7–3 och tog den allsvenska platsen.
| Nr | Lag           | S | V | O | F | GM | IM | MS | P |
| -- | ------------- | - | - | - | - | -- | -- | -- | - |
| 1  | Clemensnäs IF | 6 | 3 | 1 | 2 | 22 | 21 | +1 | 7 |
| 2  | Mora IK       | 6 | 3 | 0 | 3 | 29 | 21 | +8 | 6 |
| 3  | Tegs SK       | 6 | 3 | 0 | 3 | 19 | 22 | −3 | 6 |
| 4  | Tranebergs IF | 6 | 2 | 1 | 3 | 18 | 24 | −6 | 5 |

Södra kvalserien till Division I
Rögle var klara favoriter när serien började, men åkte på förlust mot Avesta i första omgången och Husqvarna i tredje innan de tog sig samman och vann de övriga matcherna. Sista omgången mot KB 63 blev avgörande. Rögle vann med 3–1, med Ulf Sterner som matchhjälte. Rögle och Avesta till Allsvenskan nästa säsong.
| Nr | Lag          | S | V | O | F | GM | IM | MS  | P |
| -- | ------------ | - | - | - | - | -- | -- | --- | - |
| 1  | Rögle BK     | 6 | 4 | 0 | 2 | 33 | 14 | +19 | 8 |
| 2  | Avesta BK    | 6 | 4 | 0 | 2 | 26 | 28 | −2  | 8 |
| 3  | KB 63        | 6 | 3 | 0 | 3 | 20 | 19 | +1  | 6 |
| 4  | Husqvarna IF | 6 | 1 | 0 | 5 | 15 | 33 | −18 | 2 |